# Румунија на Европском првенству у атлетици у дворани 2015.
Румунија је учествовала на 33. Европском првенству у дворани 2015 одржаном у Прагу, Чешка, од 5. до 8. марта. Ово је било тридесет прво европско првенство у дворани на коме је Румунија учествовала. Репрезентацију Румуније представљала су 17 такмичара (7 мушкараца и 10 жена) који су се такмичили у 11 дисциплине (5 мушке и 6 женских).
На овом првенству Румунија је по броју освојених медаља била 22. са укупно 2 и то 2 бронзане. У табели успешности према броју и пласману такмичара који су учествовали у финалним такмичењима (првих 8 такмичара) Румунија је са 4 учесника у финалу заузела 16. место са 20 бодова. Поред тога такмичари Румуније оборили су један европски рекорд за јуниоре, два лична рекорда и два најбоља резултата сезоне.
| Плас. | Земља    | 1. место | 2. место | 3. место | 4. место | 5. место | 6. место | 7. место | 8. место | Бр. финал. - Бод. |
| ----- | -------- | -------- | -------- | -------- | -------- | -------- | -------- | -------- | -------- | ----------------- |
| 16.   | Румунија | –        | –        | 2 - 12   | 1 - 5    | –        | 1 - 3    | –        | –        | 4 - 20            |

## Учесници
| Мушкарци: - Каталин Кампеану — 60 м - Михаил Донисан — Скок увис - Флорина Пјердевара — Скок удаљ - Серђу Качуријак — Скок удаљ - Маријан Опреа — Троскок - Alexandru George Baciu — Троскок - Андреј Гаг — Бацање кугле | Жене: - Аделина Пастор — 400 м - Бјанка Разор — 400 м - Флорина Пјердевара — 1.500 м - Клаудија Бобоча — 3.000 м - Данијела Станчу — Скок увис - Флорентина Маринку — Скок удаљ - Алина Ротару — Скок удаљ - Кристина Санду — Троскок - Кристина Бујин — Троскок - Елена Андреа Пантуроју — Троскок |  |

## Освајачи медаља (2)

### Бронза (2)
| - Маријан Опреа - Троскок | - Флорентина Маринку - Скок удаљ |

## Резултати

### Мушкарци
| Атлетичар              | Дисциплина   | Лични рекорд | Квалификације | Квалификације | Полуфинале            | Полуфинале   | Финале                | Финале       | Детаљи |
| Атлетичар              | Дисциплина   | Лични рекорд | Резултат      | Место         | Резултат              | Место        | Резултат              | Место        | Детаљи |
| ---------------------- | ------------ | ------------ | ------------- | ------------- | --------------------- | ------------ | --------------------- | ------------ | ------ |
| Каталин Кампеану       | 60 м         | 6,60 НР      | 6,65 КВ       | 2. у гр. 1    | 6,73                  | 8. у гр. 2   | Нису се квалификовали | 19 / 36 (37) |        |
| Михаил Донисан         | Скок увис    | 2,31         | 2,24          | 9.            |                       |              | Нису се квалификовали | =9 / 26 (27) |        |
| Валентин Тобок         | Скок удаљ    | 7,98         | 7,49          | 18.           | 18 / 23 (24)          |              | Нису се квалификовали |              |        |
| Серђу Качуријак        | Скок удаљ    | 7,88         | 7,33          | 12. у гр. Б   | 19 / 23 (24)          |              | Нису се квалификовали |              |        |
| Маријан Опреа          | Троскок      | 17,74        | 16,63 кв, ЛРС | 2.            | 16,91 ЛРС             |              |                       |              |        |
| Alexandru George Baciu | Троскок      | 16,66        | 15,79         | 19.           | Нису се квалификовали | 19 / 21      |                       |              |        |
| Андреј Гаг             | Бацање кугле | 20,17        | 18,45         | 26.           | Нису се квалификовали | 26 / 27 (33) |                       |              |        |

### Жене
| Атлетичарка            | Дисциплина | Лични рекорд | Квалификације | Квалификације | Полуфинале            | Полуфинале            | Финале                | Финале       | Детаљи         |
| Атлетичарка            | Дисциплина | Лични рекорд | Резултат      | Место         | Резултат              | Место                 | Резултат              | Место        | Детаљи         |
| ---------------------- | ---------- | ------------ | ------------- | ------------- | --------------------- | --------------------- | --------------------- | ------------ | -------------- |
| Бјанка Разор           | 400 м      | 58,88        | 53,76         | 3. у гр. 3    | Нису се квалификовале | Нису се квалификовале | Нису се квалификовале | 15 / 28      | [ мртва веза ] |
| Аделина Пастор         | 400 м      | 53,22        | 53,37         | 5. у гр. 1    | Нису се квалификовале | Нису се квалификовале | Нису се квалификовале | 13 / 28      | [ мртва веза ] |
| Флорина Пјердевара     | 1.500 м    | 4:16,01      |               |               |                       |                       | 4:17,05               | 9 / 11       |                |
| Клаудија Бобоча        | 3.000 м    | 9:03,42      | 9:27,82       | 8. у гр. 2    |                       |                       | Нису се квалификовале | 18 / 18 (19) |                |
| Данијела Станчу        | Скок увис  | 1,94         | 1,82          | 15.           | 19 / 22               |                       | Нису се квалификовале |              |                |
| Алина Ротару           | Скок удаљ  | 6,68         | 6,55 кв       | 3.            | 6,74 ЛР               | 4 / 22                |                       |              |                |
| Флорентина Маринку     | Скок удаљ  | 6,67         | 6,57 кв       | 5.            | 6,79 ЕЈР              |                       |                       |              |                |
| Кристина Бујин         | Троскок    | 14,35        | 14,02 кв      | 8.            | 13,91                 | 6 / 22 (23)           |                       |              |                |
| Кристина Санду         | Троскок    | 13,85        | 13,97 ЛР      | 9.            | Нису се квалификовале | 9 / 22 (23)           |                       |              |                |
| Елена Андреа Пантуроју | Троскок    | 13,93        | 13,59         | 17.           | Нису се квалификовале | 17 / 22 (23)          |                       |              |                |